# Fibule de Braganza
La fibule de Braganza ou fibule Flannery est une exceptionnelle fibule en or du type à pied long. Elle est probablement l'œuvre d'un artisan grec pour un commanditaire ibérique. Son iconographie, en particulier l'armement du personnage représenté, permet de la dater de la fin du IIIe siècle av. J.-C., voire du début du IIe siècle av. J.-C. Elle est, depuis 2001, la propriété du British Museum où elle est exposée.

## Description
La fibule de Braganza est une fibule à pied long en or massif et à incrustations de verre émaillé. Elle mesure 14 cm de long. Le motif principal est un combat entre un guerrier nu, en dehors de ses armes, et un fauve. Le guerrier armé d'une épée, aujourd'hui brisée et dont il ne reste que la garde et le pommeau, d'un fourreau, d'un bouclier et d'un casque. Toutes ses armes sont typiquement celtiques et sont archéologiquement documentées dans la péninsule ibérique.
Un second motif est constitué de l'arc de la fibule, dont les deux extrémités sont matérialisées par des têtes de fauve. Une crête de spirale, évoquant des vagues, court sur le dessus de l'arc. Sur les côtés, on trouve un motif d'esses entrelacées.
Le dernier motif identifiable est celui ornant le pied, constitué de brins d'or torsadés sortant de la gueule d'animaux, un chien et un sanglier, dont on ne voit que les têtes. Le sanglier constitue le verrou coulissant de l'ardillon, aujourd'hui disparu avec son ressort.

## Découverte, étude et arrivée au British Museum
Le nom de "fibule de Braganza" est trompeur et peut laisser, à tort, croire que la fibule a été découverte à Bragance. Le lieu de découverte initial est en fait inconnu et le terme de "Braganza" renvoie au premier propriétaire identifié, Ferdinand II de Portugal ainsi qu'au fait que la fibule soit longtemps resté la propriété de la troisième maison de Bragance.